# Louis Alexis Desmichels
Louis Alexis Desmichels, né à Digne le 15 mars 1779, mort à Paris en 1845, est un militaire français, simple soldat de la Révolution française devenu général sous la monarchie de Juillet, particulièrement connu pour son rôle dans la conquête de l'Algérie et ses relations avec Abd el-Kader (traité de 1834).

## Biographie

### La Révolution et l'Empire
Soldat au 13e régiment de hussards en l'an II (1793-1794), il passe en l'an IV (1795-1796) dans la compagnie des guides à cheval de l'armée d'Italie, puis fait la campagne d'Égypte en 1799 et y devient brigadier.
De retour en France avec Napoléon Bonaparte, il est nommé maréchal des logis, se distingue lors de la bataille de Marengo et entre comme sous-lieutenant dans les chasseurs à cheval de la garde des consuls.
À la bataille d'Ulm, devenu lieutenant, il surprend devant Nuremberg l'arrière-garde autrichienne, et, à la tête de 30 chasseurs, fait mettre bas les armes à 300 fantassins. Après ce premier succès, il fond avec son peloton sur un gros bataillon, et prend à l'ennemi 400 hommes et 2 drapeaux. Au bruit de la fusillade, des dragons de la Tour vinrent charger les vainqueurs ; mais ils sont bientôt mis en déroule et abandonnent 25 pièces de canon, une caisse militaire et 150 prisonniers. Après cette action, le lieutenant Desmichels est nommé capitaine, officier de la Légion d'honneur, et quelque temps après, colonel du 31e de chasseurs à cheval.
Il se distingue également en 1813 au cours de la campagne en Italie, puis au cours de la campagne de France en 1814.
Pendant les Cent-Jours, il commande  en Belgique comme colonel du 4e régiment de chasseurs à cheval. 

### La Restauration
Licencié le 25 novembre 1815, il est remis en activité en 1821 et promu colonel du régiment de chasseurs des Ardennes (3e chasseurs).
Maréchal de camp le 30 juillet 1823, il commande la 2e subdivision de la 7e division militaire (Drôme). 

### La monarchie de Juillet
Après la Révolution de Juillet 1830, Louis-Philippe lui confie le département du Finistère, et en 1832, une brigade de cavalerie aux environs de Weissembourg.

#### Gouverneur d'Oran
Envoyé en 1833 en Algérie, il est nommé commandant des troupes françaises d'Oran. Depuis l'occupation de cette ville, les Garabats, tribus habitant la vallée de la Sig à 50 km d'Oran, n'ont pas cessé de lutter contre la présence française : décidé à les mater, le général Desmichels dirige contre eux (8 mai) 2 000 hommes de toutes armes, et enlève quatre de leurs camps. 300 Arabes sont tués, les douars détruits, les femmes, les enfants faits prisonniers, les troupeaux enlevés.
Toujours en mai 1833, 10 000 Arabes sous le commandement de l'émir Abd el-Kader, dont 9 000 cavaliers, viennent camper à trois lieues d'Oran : le général Desmichels fait jeter en avant de la place les fondations d'un bastion, destiné à couvrir les fortifications non encore achevées. Le 27, les colonnes arabes attaquent le bastion et la ville. Après un combat acharné, Abd el-Kader doit lever le camp, après avoir perdu 800 hommes, les Français comptant seulement deux morts et 30 blessés. A la suite de cet épisode, le général Desmichels reçoit en récompense un glaive d'honneur donné par le Roi.(archives militaires)
Le 5 juin, le général Desmichels s'empare du pont d'Arzew, dont l'occupation doit faciliter l'attaque de la ville de Mostaganem, encore tenue par des soldats turcs de l'ex-Régence d'Alger.
Le 27 juillet, à la tête de sa division, il entre dans Mostaganem et s'y fortifie. Attaqué par tribus , il les repousse avec énergie et leur fait essuyer des pertes considérables. En même temps, le colonel de l'Étang remporte une victoire sur les Zmélias. Attaqué au retour par les Arabes exaspérés, le corps expéditionnaire est sauvé par le général Desmichels accouru à son secours.

#### Le traité avec Abd el-Kader (1834)
En récompense de sa conduite, Desmichels est promu lieutenant-général (général de division) le 31 décembre 1833.
Au retour d'une expédition contre les Smalas, le 4 février 1834, après avoir battu Abd El-Kader, il signe avec ce dernier un traité aux termes duquel la France reconnaît l'autorité de l'émir sur l'Oranie, en contrepartie de la reconnaissance de la présence française dans les villes du littoral.  
Ce traité, conclu dans des formes peu claires (le texte en français ne correspondant pas au texte en arabe, beaucoup plus avantageux pour l'émir), Desmichels subit un certain discrédit. En février 1835, il est relevé de ses fonctions et remplacé par le général Trézel.

#### Suite de sa carrière
En 1838, il est appelé au commandement de la 17e division militaire (Corse). 
Il fait ensuite partie du comité de cavalerie.

## Œuvres
- Oran sous le commandement du général Desmichels, Paris, Anselin, 1835